# Marcin Zamoyski
Marcin Zamoyski (1637 - 4 juni 1689) was een Poolse edelman, magnaat en een van de grootste landeigenaren in Klein-Polen.

## Biografie
Marcin, een telg van de machtige Zamoyski familie (clan Jelita), was de  4e ordinaat van Zamość. Hij was parlementariër (1677) en senator (1678/1679, 1681 ,1683 en 1685). Ook bekleedde Marcin diverse hoge ambtelijke functies in het Pools-Litouwse Gemenebest.
Hij zond in 1680 zijn secretaris en agent Hieronim Jan Drelingh naar Amsterdam om Nederlandse handelaren gespecialiseerd in de Baltische regio te benaderen. Sommige Poolse magnaten organiseerde, zonder medeweten van de Gdansk burgerij, directe handelscontacten in de Republiek der Zeven Verenigde Nederlanden.
Marcin liet in 1680 de Heilige Katharinakerk herbouwen en stichtte in 1689 de Sint-Michielskerk.

## Gestichte bouwwerken

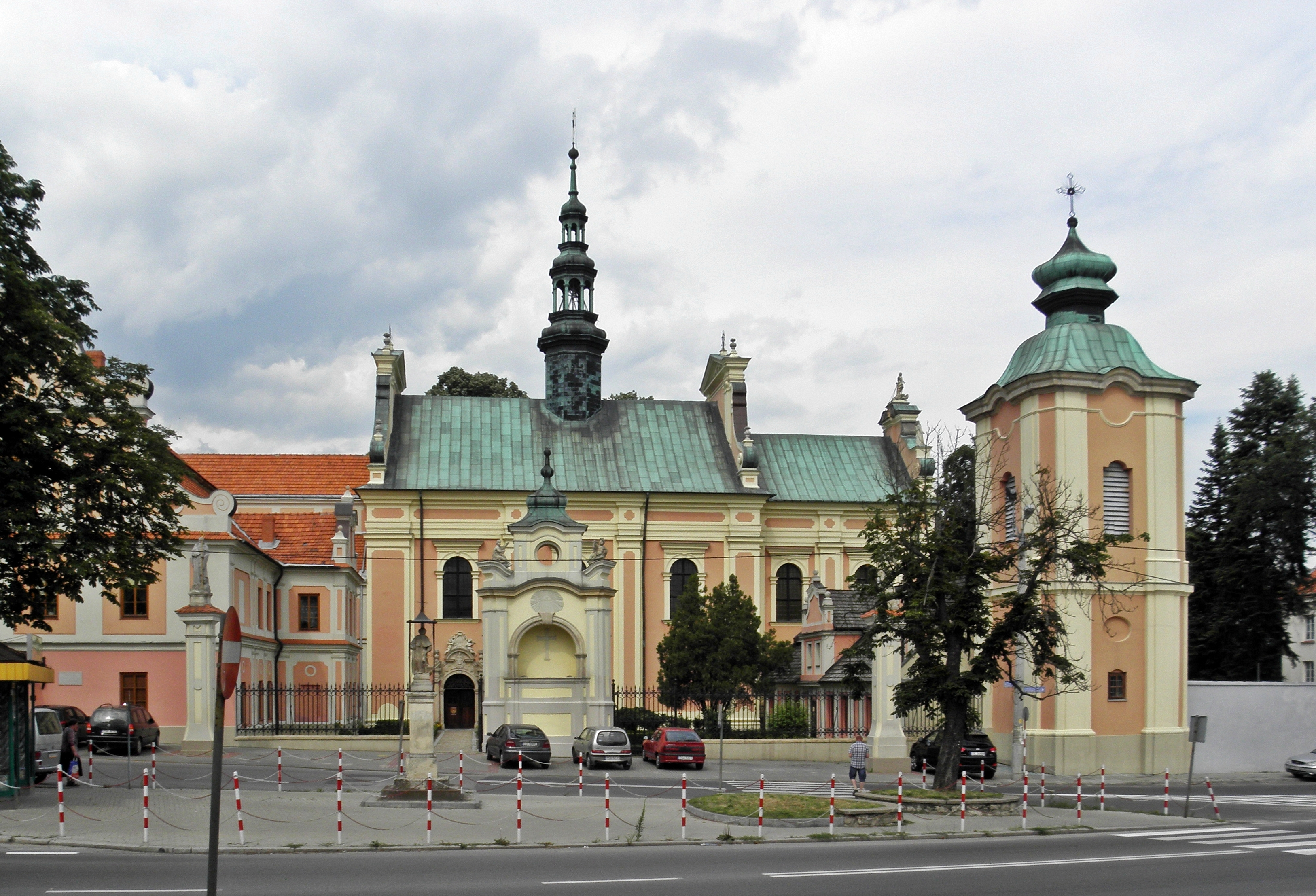
De Sint-Michielskerk